# Hermann von Arbon

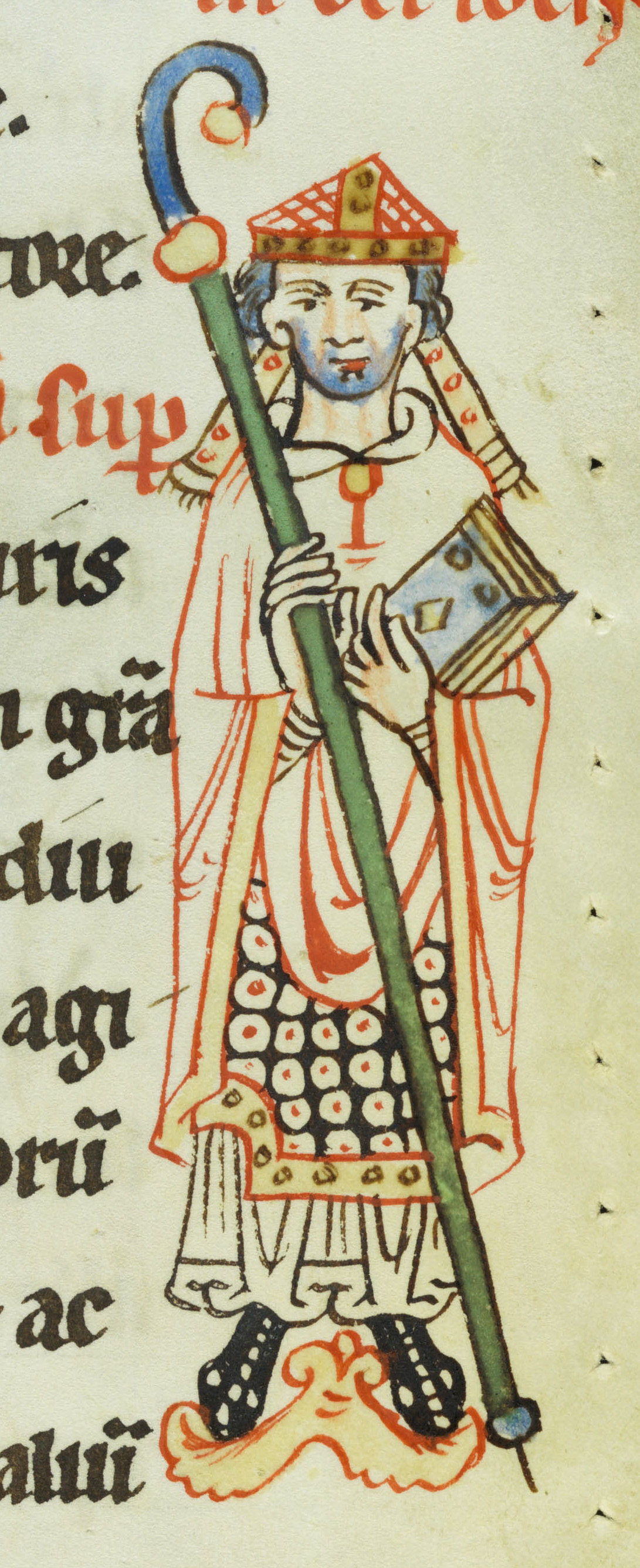
Hermann von Arbon (Miniatur des 13. Jahrhunderts)

Hermann von Arbon (* 11. Jahrhundert oder 12. Jahrhundert; † 1. September oder 20. November 1165) war von 1138 bis 1165 Bischof von Konstanz.

## Leben
Die Herkunft Hermanns ist unsicher; er stammte möglicherweise aus einer Ministerialenfamilie des Bistums Konstanz. Der auf diese mutmaßliche Herkunft Bezug nehmende Beiname „von Arbon“ wurde ihm erst in der Neuzeit zugelegt.  Er war Mönch in Einsiedeln, bevor er 1138 zum Bischof von Konstanz gewählt wurde. Seine Bestätigung durch Innozenz II. erfolgte am 21. April 1139. Bischof Hermann spielte eine wichtige Rolle in der Reichspolitik während der Herrschaft Konrads III. und Friedrichs I. Während seiner Amtszeit wurde am 23. März 1153 der Konstanzer Vertrag zwischen Papst Eugen III. und König Friedrich I. geschlossen, in dem die Modalitäten von Friedrichs Kaiserkrönung festgelegt wurden.